# Campionati mondiali di nuoto in vasca corta 2021 - 800 metri stile libero femminili
La gara di nuoto degli 800 metri stile libero femminili dei Campionati mondiali di nuoto in vasca corta 2021 è stata disputata il 17 e 18 dicembre presso l'Etihad Arena ad Abu Dhabi negli Emirati Arabi Uniti.
Vi hanno preso parte 34 atleti provenienti da 25 nazioni.

## Podio
| Posizione | Atleta                   | Nazionalità      |
| --------- | ------------------------ | ---------------- |
| Oro       | Li Bingjie               | Cina             |
| Argento   | Anastasiya Kirpichnikova | Fed. Nuoto Russa |
| Bronzo    | Simona Quadarella        | Italia           |

## Programma
| Data             | Ora   | Turno    |
| ---------------- | ----- | -------- |
| 17 dicembre 2021 | 11:14 | Batterie |
| 18 dicembre 2021 | 19:41 | Finale   |

## Record
Prima della manifestazione il record del mondo e il record dei campionati erano i seguenti.
| Record mondiale       | 7'59"34 | Mireia Belmonte Spagna | 10 agosto 2013 Berlino, Germania |
| Record dei campionati | 8'03"41 | Mireia Belmonte Spagna | 4 dicembre 2014 Doha, Qatar      |

Durante l'evento è stato migliorato il seguente record:
| Data        | Evento | Atleta     | Nazione | Tempo   | Record                |
| ----------- | ------ | ---------- | ------- | ------- | --------------------- |
| 18 dicembre | Finale | Li Bingjie | Cina    | 8'02"90 | Record dei campionati |

## Risultati

### Batterie
I migliori 8 tempi accedono alla finale
| Pos | Batt | Corsia | Nome                       | Nazione            | Tempo       | Note |
| --- | ---- | ------ | -------------------------- | ------------------ | ----------- | ---- |
| 1   | 3    | 6      | Li Bingjie                 | Cina               | 8:10.08     | Q    |
| 2   | 4    | 8      | Summer McIntosh            | Canada             | 8:13.37     |      |
| 3   | 4    | 5      | Isabel Marie Gose          | Germania           | 8:13.61     | Q    |
| 4   | 3    | 4      | Simona Quadarella          | Italia             | 8:14.10     | Q    |
| 5   | 4    | 4      | Anastasiya Kirpichnikova   | Fed. Nuoto Russa   | 8:14.53     | Q    |
| 6   | 4    | 3      | Martina Caramignoli        | Italia             | 8:15.01     | Q    |
| 7   | 4    | 6      | Katie Grimes               | Stati Uniti        | 8:16.01     |      |
| 8   | 3    | 3      | Anna Egorova               | Fed. Nuoto Russa   | 8:17.03     | Q    |
| 9   | 3    | 0      | Emma Weyant                | Stati Uniti        | 8:20.65     | Q    |
| 10  | 3    | 5      | Ajna Késely                | Ungheria           | 8:21.81     | Q    |
| 11  | 3    | 7      | Viviane Jungblut           | Brasile            | 8:24.78     |      |
| 12  | 4    | 0      | Viktória Mihályvári-Farkas | Ungheria           | 8:24.93     |      |
| 13  | 3    | 2      | Merve Tuncel               | Turchia            | 8:25.02     |      |
| 14  | 4    | 2      | Beril Böcekler             | Turchia            | 8:27.79     |      |
| 14  | 2    | 4      | María de Valdés            | Spagna             | 8:28.94     |      |
| 16  | 2    | 7      | Valentine Dumont           | Belgio             | 8:29.17     |      |
| 17  | 4    | 7      | Diana Durães               | Portogallo         | 8:32.17     |      |
| 18  | 3    | 9      | Jimena Pérez               | Spagna             | 8:33.12     |      |
| 19  | 4    | 9      | Gabrielle Roncatto         | Brasile            | 8:33.81     |      |
| 20  | 3    | 1      | Ryu Ji-won                 | Corea del Sud      | 8:33.89     |      |
| 21  | 4    | 1      | Han Da-kyung               | Corea del Sud      | 8:34.14     |      |
| 22  | 2    | 3      | Lena Opatril               | Austria            | 8:39.56     |      |
| 23  | 2    | 0      | Kamonchanok Kwanmuang      | Thailandia         | 8:39.81     |      |
| 24  | 2    | 5      | Delfina Dini               | Argentina          | 8:40.55     |      |
| 25  | 2    | 2      | Michaela Pulford           | Sudafrica          | 8:41.94     |      |
| 26  | 2    | 8      | Arianna Valloni            | San Marino         | 8:44.10     |      |
| 27  | 2    | 9      | Zhanet Angelova            | Bulgaria           | 8:44.88     |      |
| 28  | 2    | 6      | Matea Sumajstorčić         | Croazia            | 8:49.05     |      |
| 29  | 1    | 5      | Daniela Alfaro             | Costa Rica         | 8:56.29     |      |
| 30  | 2    | 1      | Eva Petrovska              | Macedonia del Nord | 8:59.55     |      |
| 31  | 1    | 4      | Michell Ramírez            | Honduras           | 9:13.03     |      |
| -   | 1    | 3      | Talita Te Flan             | Costa d'Avorio     | non partite |      |
| -   | 1    | 6      | Iman Kouraogo              | Burkina Faso       | non partite |      |
| -   | 3    | 8      | Hou Yawen                  | Cina               | non partite |      |

### Finale
| Pos. | Corsia | Atleta                   | Nazionalità      | Tempo   | Note |
| ---- | ------ | ------------------------ | ---------------- | ------- | ---- |
|      | 4      | Li Bingjie               | Cina             | 8:02.90 |      |
|      | 6      | Anastasiya Kirpichnikova | Fed. Nuoto Russa | 8:06.44 |      |
|      | 3      | Simona Quadarella        | Italia           | 8:07.99 |      |
| 4    | 5      | Isabel Marie Gose        | Germania         | 8:08.26 |      |
| 5    | 7      | Anna Egorova             | Fed. Nuoto Russa | 8:14.84 |      |
| 6    | 2      | Martina Caramignoli      | Italia           | 8:17.60 |      |
| 7    | 1      | Emma Weyant              | Stati Uniti      | 8:20.13 |      |
| 8    | 8      | Ajna Késely              | Ungheria         | 8:20.18 |      |